# ささの堅太
ささの 堅太（ささの けんた、本名：笹野 堅太（読み同じ）、1995年2月23日 - ）は、日本の俳優である。東京都出身。グランパパプロダクション所属。

## 家族
父は俳優の笹野高史で、兄は同じく俳優のささの翔太・ささの友間、弟はささの貴斗である。また、父・兄・弟全員、グランパパプロダクションに所属。
2022年4月3日、自身のTwitterにて、第1子男児が誕生したことを報告。

## 出演

### テレビドラマ
- 整形美人。（2002年4月 - 6月、フジテレビ）
- 大河ドラマ 武蔵 MUSASHI（2003年、NHK）
- 刑事☆イチロー（2003年1月 - 3月、TBS）
- きみはペット（2003年4月 - 6月、TBS）
- 光とともに…〜自閉症児を抱えて〜（2004年4月14日 - 6月23日、日本テレビ） - 小沢堅太 役
- 火曜サスペンス劇場 警部補・佃次郎 20作目 望郷（2005年、日本テレビ）
- 上を向いて歩こう（2005年8月21日、テレビ東京）
- 水曜ミステリー9 殺意（2005年9月14日、テレビ東京）
- ナショナルドラマスペシャル「ウメ子」（2005年、TBS）
- 功名が辻（2006年、NHK総合） - 徳次郎 役
- 土曜プレミアム「死亡推定時刻」（2006年、フジテレビ）
- ハケンの品格（2007年1月 - 3月、日本テレビ）
- こんにちは、母さん 最終話（2007年6月16日、NHK総合）
- いい旅・夢気分（2007年、テレビ東京）
- 100人の偉人III（2007年、日本テレビ）
- わたしが子どもだったころ 姜尚中編（2007年、NHK BS-hi）
- 幼獣マメシバ （2009年、UHF）
- 木曜時代劇 あさきゆめみし 〜八百屋お七異聞（2013年9月 - 11月、NHK） - 小僧 役

### 映画
- この世の外へ クラブ進駐軍（2004年）
- THE焼肉ムービー プルコギ（2007年5月5日公開）
- あったまら銭湯（2016年）